# Бабуся Мозес
Анна Мері Робертсон Мозес або Бабуся Мозес (7 вересня 1860, Гринвіч біля Нью-Йорку, США — 13 грудня 1961, Хузік Фоллз) — американська народна художниця. Почала серйозно займатися живописом у 78 років і є яскравим прикладом нової успішної мистецької кар'єри у поважному віці. Мозес здобула популярність у 1950-х роках, з'явившись на обкладинці журналу «Тайм» у 1953 році, була об'єктом численних телевізійних програм і біографічного документального фільму, номінованого на премію «Оскар» у 1950 році. Її автобіографію «Історія мого життя» опубліковано в 1952 році. Також її вшановано двома почесними докторськими ступенями.
Мозес працювала хатньою робітницею загалом 15 років, починаючи з 12 років. Її роботодавець помітив, що їй подобаються гравюри, зроблені компанією «Кур'єр і Айвз», і забезпечив її матеріалами для малювання. Мозес та її чоловік почали своє подружнє життя у Вірджинії, де працювали на фермах. 1905 року подружжя повернулося на північний схід Сполучених Штатів і оселилося в Ігл-Бридж, штат Нью-Йорк. У них було десятеро дітей, п'ятеро з яких дожили до повноліття. Вона вишивала картини пряжею, доки не втратила працездатність через артрит.
У її некролозі 1961 року «Нью-Йорк Таймс» писала: «Простий реалізм, ностальгічна атмосфера і яскраві кольори, з якими бабуся Мозес зображувала просте фермерське життя і сільську місцевість, завоювали їй широку аудиторію. Вона змогла передати хвилювання першого зимового снігу, приготування до Дня подяки та нову, молоду зелень прийдешньої весни… Особисто бабуся Мозес зачаровувала всюди, де б вона не з'являлася. Маленька, жвава жінка з пустотливими сірими очима і кмітливим розумом, вона могла бути гострою на язик з підлабузником і суворою з неслухняним онуком».
Твори Мозес експонувалися на численних музейних виставках в усьому світі і масово розповсюджувалися, включаючи продаж на вітальних листівках. 2006 року її картину 1943 року «Пригощання цукром» продали на аукціоні Крістіз у Нью-Йорку за 1,2 мільйона доларів США, що стало аукціонним рекордом для художниці.

## Життєпис

### Ранні роки, наймитування
Анна Мері Робертсон народилася в Гринвічі, штат Нью-Йорк, 7 вересня 1860 року в небагатій родині, що обумовило потребу рано заробляти на життя й завадило здобути художню освіту. Була третьою з десяти дітей Маргарет Шенаген і Рассела Кінга Робертсонів, мала чотирьох сестер та п'ятеро братів.
Батько був фермером і мав невелику майстерню з перероблювання льону. Мала Анна Мері допомагала на фермі й наглядала за малими дітьми.
Вона недовго навчалася у малокомплектній школі. На місці цієї школи зараз розташований Музей Беннінгтона у Вермонті, де зберігається найбільша колекція її робіт у США. Малюванням захоплювалася з дитинства, надихнувшись уроками образотворчого мистецтва у школі. Перші малюнки виконала, за браком олівців, використавши лимонний і виноградний соки, щоби зробити кольори для своїх «пейзажів», а також мелену охру, траву, борошняну пасту, гашене вапно та тирсу.
У 12 років вона пішла з дому й почала працювати по господарству в заможній сусідській родині. Вона й далі вела господарство, готувала їжу та шила для заможних родин упродовж 15 років. Одна з цих родин, Вайтсайд, помітила її інтерес до гравюр компанії «Кур'єр і Айвз» і забезпечила її матеріалами для малювання, купивши Анні Мері крейду та воскові олівці.

### Одруження і власна родина

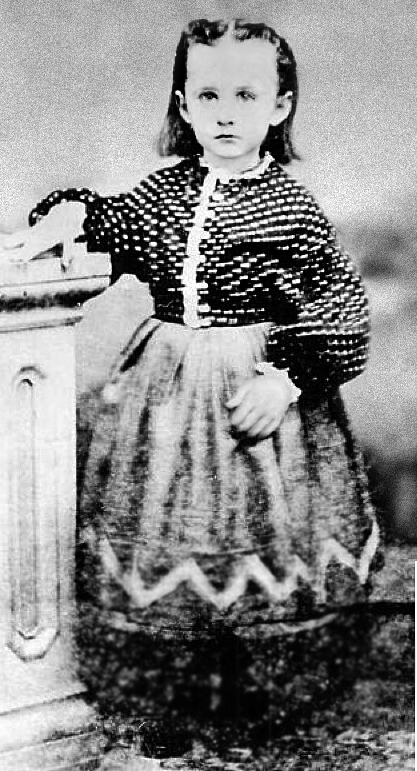
Анна Мері Робертсон у 1860-х роках

У 27 років одружилася з Томасом Салмоном Мозесом, «найманим працівником», з яким працювала на одній фермі. 1887 року Томас був переконаний, що Південь часів Реконструкції — це місце можливостей для таких янкі, як він. Його найняли керувати конярським господарством у Північній Кароліні, тож через кілька годин після весілля пара сіла на потяг. Однак вони так і не виїхали за межі Стонтона, штат Вірджинія, де оселилися в передмісті та провели майже два десятиліття, живучи та працюючи по черзі на п'яти місцевих фермах.
Чотири з них — ферма Белл (інша назва Ікл), ферма Дадлі, ферма Маунт Ейрі (зараз входить до складу індустріального парку Міллуей Плейс в окрузі Огаста) та ферма Маунт Небо. Щоб поповнити сімейний дохід на фермі Небо, Анна робила картопляні чипси та збивала вершкове масло з молока корови, яку вона купила на свої заощадження.
Подружжя народило десять дітей, але лише п'ятеро дожило до повноліття.
Тільки після декількох років економії Мозес з чоловіком вдалося придбати власну невелику ферму Маунт Ейрі поблизу Верони, штат Вірджинія; у 2012 році її внесено до Національного реєстру історичних місць США. Придбаний у січні 1901 року будинок став першою резиденцією, якою володіла сім'я. Вони прожили там до вересня 1902 року.
Хоча Анні подобалося жити в долині Шенандоа, 1905 року вона і Томас повернулися на північний схід Сполучених Штатів та оселилися, за наполяганням чоловіка, на фермі в Ігл-Брідж, штат Нью-Йорк.
Чоловік, Томас Мозес, помер 1927 року від серцевого нападу в 67 років. Помічником на фермі родини став Форрест — син Анни. Вона більше не одружувалась. 1936 року 76-річна Анна Марія вийшла на пенсію і перебралася жити в родину доньки.

### Початок творчої діяльності
Бувши молодою дружиною і матір'ю, Мозес творчо підходила до облаштування свого будинку; наприклад, у 1918 році вона розмалювала камінну дошку фарбами для домашнього вжитку. Вона створювала стьобані об'єкти, форму «хобі-арту». Люсі Р. Ліппард у книзі «Слово в їхніх руках» стверджує:
|  | «хобі-арт» – це діяльність настільки «низька» у списках видів мистецтва, що вона все ще стоїть набагато нижче за «народне мистецтво»... |

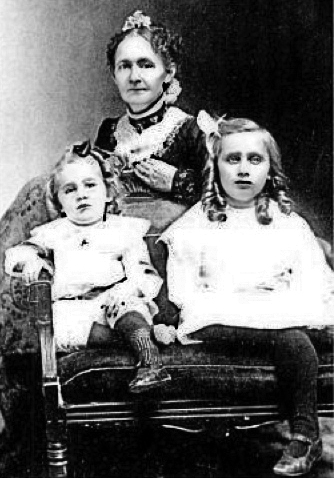
Анна Мері Робертсон Мозес із двома своїми дітьми

Вона виявила, що хобі-арт часто передбачає повторне використання об'єктів, які інакше були б викинуті.
Через постійну працю по дому й на фермі про здобуття художньої освіти в перші періоди життя Мозес не йшлося, хоча вона й далі іноді малювала.
З 1932 року Мозес зайнялася вишивкою — вишивала картини пряжею для друзів і сім'ї. Наприкінці сьомого десятку в пані почалося захворювання суглобів, що унеможливило вишивання. Рідна сестра Селестія порадила їй перейти до малювання, що мало менше навантаження на руки. Так приблизно з власних 78 років і розпочалася художня кар'єра майстрині.
Анна обрала псевдонім «Матінка Мозес». І хоча вона вперше виставлялася як «Місіс Мозес», її поважний вік сприяв появі іншого псевдоніму, яким став «Бабуся Мозес». Так її назвала преса і цей псевдонім закріпився за жінкою. Малюнки й картини Бабусі Мозес простотою композицій нагадували її вишивки, де теж нема вивіреної перспективи та ознак повітря. Малюнки й картини майстрині йшли на продаж, як і її шитво чи вишивки.
Також Мозес розповіла журналістам, що звернулася до живопису, щоби створити різдвяний подарунок листоноші, оскільки «легше намалювати [картину], ніж спекти пиріг на гарячій плиті». Завдяки своїй практичності, намальовані роботи могли прослужити довше, ніж її вишиті композиції з камвольної вовни, які ризикували бути з'їденими міллю. Джудіт Стайн зазначала:
|  | її відчуття завершеності в живописі ґрунтувалося на її здатності робити «щось з нічого» |

Коли у неї почала боліти права рука, вона переключилася на ліву.

### Мистецька кар'єра і творчий стиль

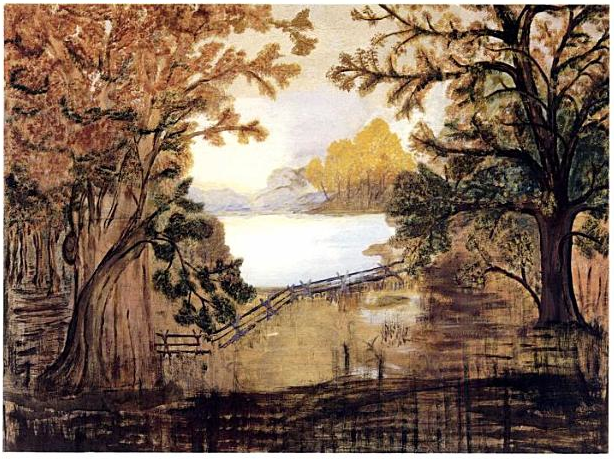
Вогнище, прикрашене Мозес у 1918 році

Хоча Мозес почала малювати лише в похилому віці, її виняткове довголіття забезпечило їй кар'єру тривалістю понад 20 років. Те, що здавалося інтересом до живопису в пізньому віці, насправді було проявом дитячої мрії. Не мавши часу в своєму важкому фермерському житті на заняття живописом, Мозес мусила відкласти свою пристрасть до малювання.
Хоча всі її діти вже виросли, на фермі було ще багато роботи. Пізніше вона жартувала: «Якби я не почала малювати, то вирощувала б курей».
Вперше художниця привернула увагу громадськості у 1940 році, у 80 років.
92-річною вона писала: «Коли я була зовсім маленькою, батько давав мені й моїм братам аркуш за аркушем білого паперу. Він любив дивитися, як ми малюємо, це коштувало копійки за аркуш, а вистачало надовше, ніж цукерки».
Її останнє завершене полотно «Веселка» — радісне свято життя; цю картину художниця створила, коли їй було понад 100 років.
Мозес малювала сцени сільського життя минулих часів, які вона називала «старомодними» пейзажами Нової Англії. Вона казала, що «отримує натхнення та починає малювати; тоді я забуваю все, все, крім того, як все було раніше і як це намалювати, щоб люди знали, як ми жили раніше».
Зазвичай Мозес характеризують як «народну» або «наївну» художницю — терміни, що частіше використовують для тих, хто ніколи не здобував формальної мистецької освіти. Пізніше для опису робіт художників-самоучок почали використовувати термін «аутсайдерське мистецтво» (ар брют).
Особливістю подачі композицій у Бабусі Мозес стало старанне прибирання ознак технічної цивілізації. Так, вона старанно прибирала з власних краєвидів стовпи і дроти електропостачання, трактори, літаки в небі тощо. На вулицях її краєвидів їдуть вершники, біжать коні, запряжені в брички або карети. Іноді подані перші автівки чи первісні паровози.
Куратори ділять її роботи на «Ранню творчість» та «Пізню творчість і старечий стиль», простежуючи початкову мистецьку еволюцію художниці, від відносно традиційного початку копіювання популярних гравюр до винайдення власного унікального стилю. Її ранній стиль менш індивідуальний і реалістичніший або примітивніший, з відсутністю знання або, можливо, відмовою від елементарної перспективи. Спочатку вона створювала прості композиції або копіювала вже наявні зображення. З розвитком своєї кар'єри створювала складні панорамні композиції сільського життя.
Найважливішими повторюваними темами художниці є глибока повага до американської трудової етики, чутливість до місцевої історії, зміна пір року і погоди, а також любов до веселощів і свят.
Мозес була плідною художницею, створивши понад 1500 полотен за три десятиліття. Її зимові картини нагадують деякі з відомих зимових картин Пітера Брейгеля Старшого, хоча вона ніколи не бачила його робіт. Один німецький шанувальник сказав:
|  | Від її картин віє безтурботним оптимізмом; світ, який вона нам показує, прекрасний і добрий. Ви відчуваєте себе як вдома на всіх цих картинах, і ви знаєте їхнє значення. Неспокій і невротична невпевненість сьогодення спонукають нас насолоджуватися простим і позитивним світоглядом Бабусі Мозес. |

### Популярність

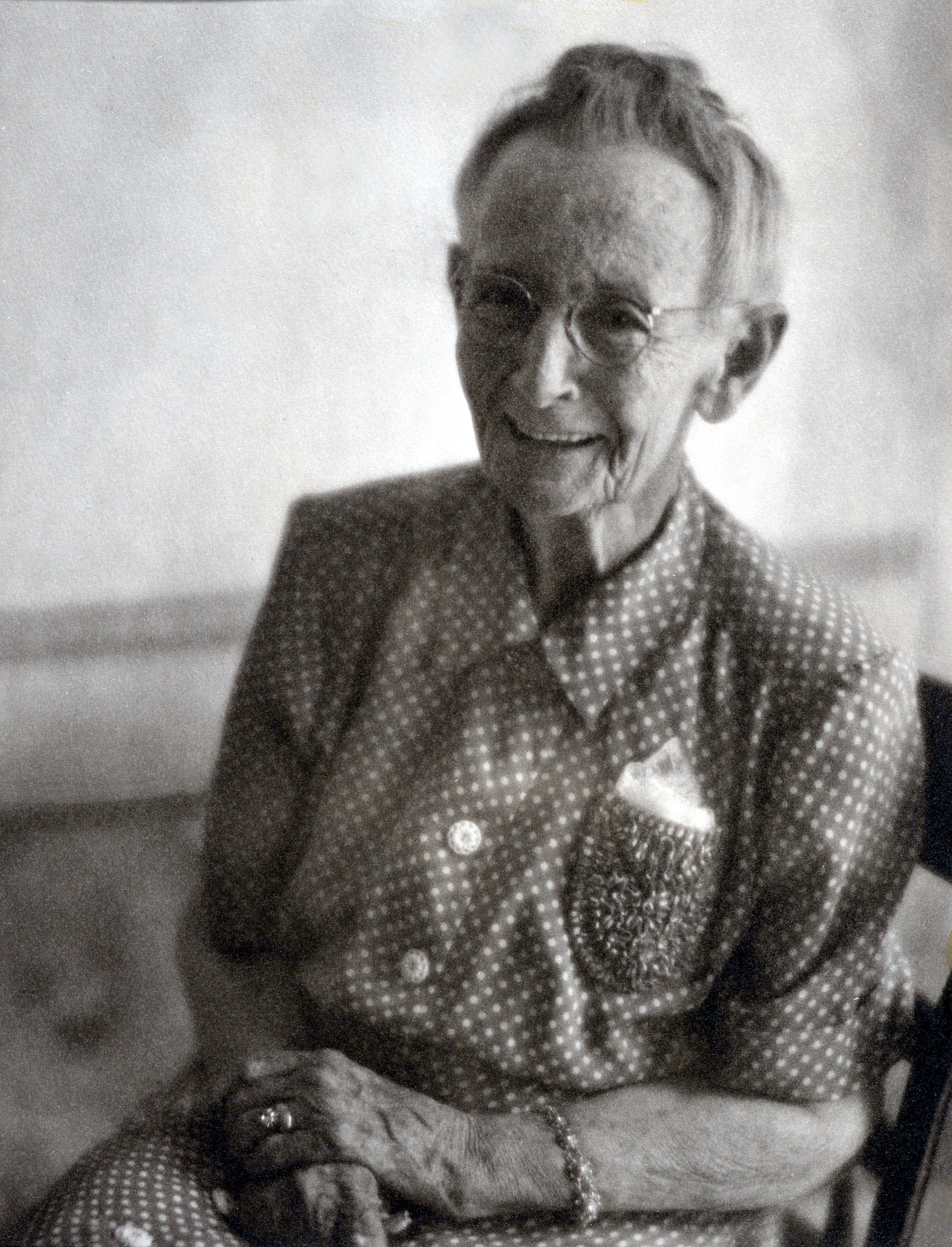
Мозес, приблизно 1950

Під час візиту до водоспаду Гусік-Фоллс у 1938 році у вітрині місцевої аптеки (котрі у Сполучених Штатах виконували функції дрібних крамниць і навіть дешевих їдалень) її малюнки побачив Луїс Келдор, колекціонер мистецтва, що працював інженером у штаті Нью-Йорк. Він шанував мистецтво і придбав її малюнки в аптеці, а також ще десять її творів з її помешкання на Ігл-Брідж за 3 або 5 доларів за кожну. 1939 року він переконав Музей сучасного мистецтва (Нью-Йорк) включити три малюнки Мозес до експозиції «Сучасні американські художники».
Наступного року Келдор познайомився з незалежним галеристом Отто Калліром, який погодився організувати виставку жінки у своїй галереї «Сент-Етьєн». Її перша персональна виставка «Що намалювала фермерська дружина» відкрилася в Нью-Йорку 9 жовтня 1940 року в галереї «Сент-Етьєн» Отто Калліра. Зустріч з художницею та виставка 50 картин в універмазі Gimbel's відбулася 15 листопада. На виставці було представлено зразки її випічки та консервації, які здобули Мозес нагороди на окружному ярмарку.
Згодом її твори почали демонструвати на низці інших виставок як у Сполучених Штатах, так і за кордоном. Це збільшило продаж картин художниці та її популярність.
Її третя персональна виставка за кілька місяців відбулася в галереї Whyte у Вашингтоні, округ Колумбія.
1944 року її представляли американський Британський мистецький центр і галерея Сент-Етьєн, що збільшило продажі її робіт. Протягом наступних 20 років її картини виставлялися по всій Європі та США. Отто Каллір заснував для неї компанію Grandma Moses Properties, Inc.
Картини Бабусі Мозес почали використовувати для рекламування таких свят, як День Подяки, День матері, Різдво тощо. У статті з нагоди Дня матері в «Правдивій сповіді» (1947), яку написала Елеонора Ерлі, зазначалося, що «бабуся Мозес пишається своїми консервами більше, ніж картинами, а найбільше — своїми чотирма дітьми, одинадцятьма онуками й чотирма правнуками».
Зростала популярність її виставок, згодом персональних. У 1950-х роках її виставки били рекорди відвідуваності у світі. Американська преса й реклама почали пропагувати творчість дев'яносторічної майстрині як позитивний приклад для удовиць, домогосподарок, пенсіонерок. ЗМІ зробили з неї нову культурну ікону. Мистецтвознавиця Джудіт Стайн зазначила:
|  | Культурна ікона, енергійна, продуктивна немолода художниця постійно надихала домогосподарок, вдів і пенсіонерок. |

Її картини розміщали на косметичних виробах, пакунках з кавою, сигаретах, поштівках, плитці, нових тканинах, керамічних виробах Hallmark та фотоапаратах.
У некролозі 1961 року газета Нью-Йорк Таймс писала про неї:
|  | Простий реалізм, ностальгічна атмосфера і яскраві кольори, з якими бабуся Мозес зображувала просте фермерське життя і сільську місцевість, завоювали їй широку аудиторію. Вона змогла передати хвилювання першого зимового снігу, приготування до Дня Подяки та нову, молоду зелень прийдешньої весни... Особисто бабуся Мозес зачаровувала всюди, де б вона не з'являлася. Маленька, жвава жінка з пустотливими сірими очима і кмітливим розумом, вона могла бути гострою на язик з підлабузником і суворою з неслухняним онуком. |

 Спочатку вона брала від $3 до $5 за картину, залежно від її розміру, а коли її слава зростала, її роботи продавали за $8000 до $10 000.
Роботи Мозес були предметом численних музейних виставок у всьому світі й широко продавалися, наприклад, на вітальних листівках. 2006 року її картину 1943 року під назвою «Сіножать» (Sugaring Off) продали на аукціоні Крістіз у Нью-Йорку за 1,2 мільйона доларів США, що стало аукціонним рекордом для художниці.

### Визнання

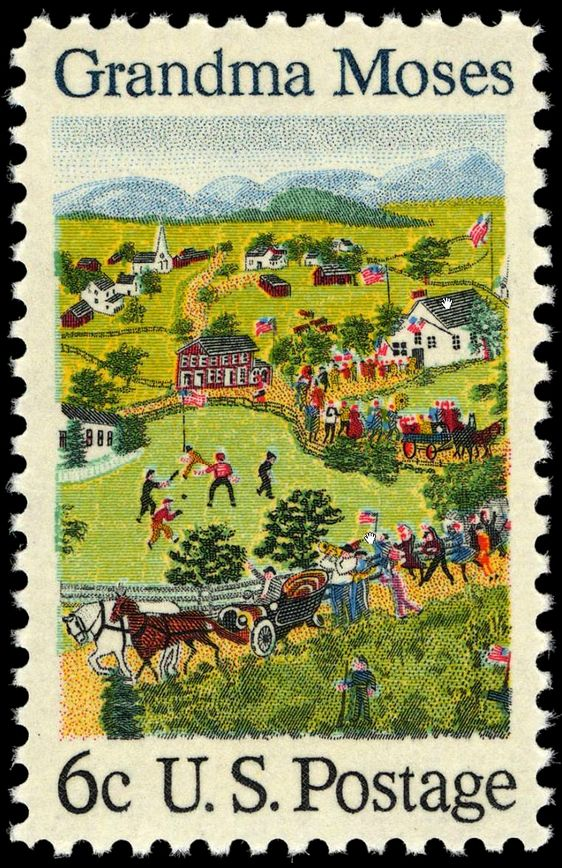
Поштова марка 1969 року з твором майстрині

У 1949 році президент Гаррі Трумен надав їй премію Жіночого національного пресклубу за видатні досягнення в мистецтві. 1950 року Національний пресклуб зарахував бабусю Мозес до п'ятірки жінок США, гідних постійної медійної уваги. Коли їй було 88 років, Національна асоціація виробників домашнього одягу визнала її «Жінкою року 1951», а журнал «Мадемуазель» назвав її «Молодою жінкою року». Її вшанували двома почесними докторськими ступенями. Перший надали в 1949 році в Коледжі Рассела Сейджа, а другий — двома роками пізніше в Коледжі мистецтва та дизайну Мура.
У 1950 році документальний фільм про життя художниці, який зняв Джером Гілл та озвучивАрчибальд Мак-Ліш, номінували на премію «Оскар». А через два роки Ліліан Ґіш зобразила її в телевізійній драматичній постановці у прямому ефірі.
У 1952 році Мозес опублікувала автобіографію «Історія мого життя». У ній вона писала:
|  | Я озираюся на своє життя, як на добре виконану роботу, її зроблено, і я відчуваю себе задоволеною. Я була щасливою і задоволеною, я не знала нічого кращого і взяла найкраще з того, що пропонувало життя. А життя є таким, яким ми його робимо, завжди було, є і буде. |

У 1953 році вона потрапила на обкладинку журналу Time. 1955 року вона з'явилася як гостя в телевізійній програмі «See It Now», яку вів Едвард Марроу.
Була членом Товариства нащадків Мейфлауера та дочок Американської революції. Губернатор Нью-Йорка Нельсон Рокфеллер проголосив її 100-річчя «Днем бабусі Мозес». Журнал LIFE відсвяткував її день народження, розмістивши її на обкладинці 19 вересня 1960 року. У 1961 році вийшла друком дитяча книжка «Книга історій бабусі Мозес» (Grandma Moses Story Book).

### Смерть

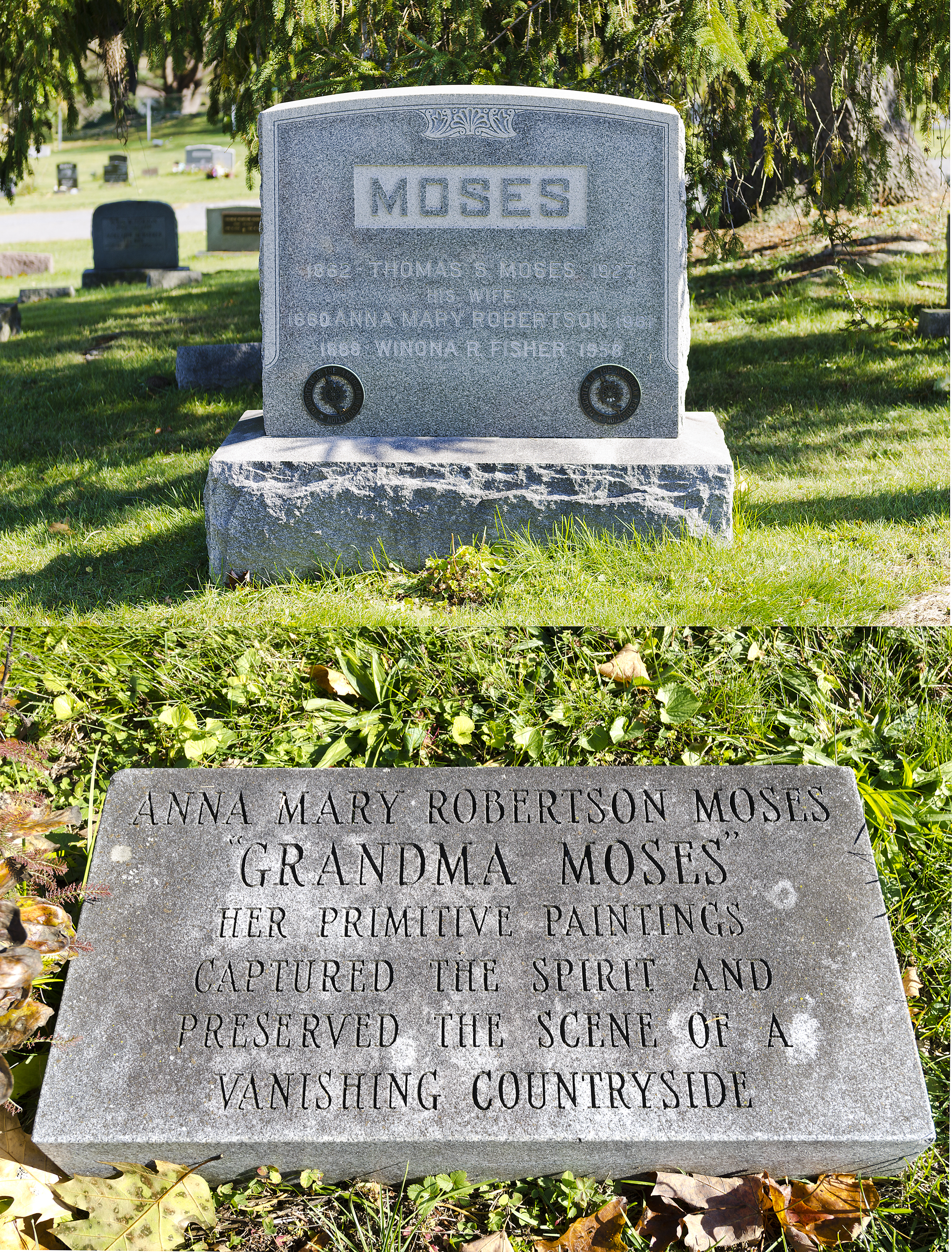
Місце поховання Мозес у Гусік-Фоллс

Бабуся Мозес померла у 101 рік 13 грудня 1961 року в Центрі здоров'я у Гусік-Фоллс, у сільській місцевості під Нью-Йорком. Вона похована на цвинтарі Кленовий Гай (Мейпл Ґроув) у Гусік-Фоллс. Президент Джон Кеннеді вшанував її пам'ять:
|  | Смерть бабусі Мозес видалила улюблену фігуру з американського життя. Безпосередність і яскравість її картин повернули первісну свіжість нашому сприйняттю американської сцени. І її творчість, і її життя допомогли нашій нації відновити свою піонерську спадщину і згадати про своє коріння в сільській місцевості та на кордоні. Всі американці оплакують її втрату. |

Після смерті її роботи експонувалися на кількох великих пересувних виставках у Сполучених Штатах і за кордоном.

## Мистецька спадщина
Мозес була плідною художницею, створивши понад 1600 полотен за три десятиліття.
Роботу 1942 року, «Старий будинок в клітинку» (1862), оцінили на виставці антикваріату в Мемфісі 2004 року. Вона була не такою типовою, як її зимові пейзажі. Спочатку придбану в 1940-х роках за менш ніж 10 доларів, цю картину оцінювач Алан Фаузел оцінив за страховою вартістю в 60 000 доларів.
Отто Каллір з галереї Сент-Етьєн подарував її картину «Четверте липня» (1951) Білому дому в 1952 році. Картина також з'явилася на пам'ятній марці США, випущеній на честь бабусі Мозес у 1969 році.
Персонаж Дейзі «Бабуся» Мозес (Ірен Раян) у серіалі «Жителі Беверлі-Хіллз» назвали на честь бабусі Мозес, яка померла незадовго до початку серіалу.
Художник Норман Роквелл і бабуся Мозес були друзями, які жили на кордоні штатів Вермонт і Нью-Йорк. Мозес жила в Ігл-Брідж, штат Нью-Йорк, а після 1938 року Роквелли мали будинок у сусідньому Арлінгтоні, штат Вермонт. Мозес зображена на крайньому лівому краю картини Нормана Роквелла «Різдвяна зустріч випускників», що надрукована на обкладинці газети The Saturday Evening Post від 25 грудня 1948 року.

## Твори

### Колекції
Це добірка публічних колекцій робіт Мозес:
- Музей Беннінгтона в Беннінгтоні, штат Вермонт, містить найбільшу публічну колекцію картин Мозес[38][39]
- Бруклінський музей, Нью-Йорк[40]
- Художній музей Фігге, Давенпорт, Айова[41]
- Музей і сад скульптур Гіршгорна, Вашингтон[42]
- Музей мистецтв Лорен Роджерс, Лорел, Міссісіпі[43]
- Художній музей Маєра в жіночому коледжі Рендольфа-Мейкона, Вірджинія[44]
- Меморіальна художня галерея Рочестерського університету, Нью-Йорк[45]
- Метрополітен-музей, Нью-Йорк[46]
- Художній музей Мускарелла, Вільям і Мері, Вільямсбург, Вірджинія
- Національний музей жінок у мистецтві, Вашингтон[47]
- Колекція Філіпса, Вашингтон[48]
- Смітсонівський музей американського мистецтва[49]
- Музей мистецтв Університету Айови, Айова-Сіті[50]

### Вибрані твори
- Вишивки
- «Веселий час», 27 березня 1953, 1953, олія по дошці, продано з особистої колекції Ненсі та Рональда Рейганів на 668 St. Cloud Road, Bel-Air, на Крістіз, Нью-Йорк, 2016 за 93 750 доларів[51]
- «Беркшир восени»[52]
- «Чорні кони», 1942[52]
- «Сіножать», 1943
- «Мої рідні пагорби», Меморіальна художня галерея Рочестерського університету, Нью-Йорк[53]
- «Старий будинок в клітинку»[53]
- «Старий міст», Музей мистецтв Wadsworth Atheneum, Гартфорд, Коннектикут[53]
- «Біле Різдво»[53]
- «Червоний будинок»[53]
- «Пагорби Хузік взимку неподалік Нью-Йорку»
- «Лови індиків до Дня Подяки», Музей мистецтв Сан-Дієго[53]
- «Зима», 1945[53]
- «Бондсвільський ярмарок», 1945[52]
- «Ловля індички на День подяки»
- «Різдво», 1958, олія та темпура на пресованому дереві, Смітсонівський американський художній музей[54]
- «Розділ шляхів», 1947, олія та темпера на мазоніті, Колекція Музею американського народного мистецтва, Нью-Йорк[53]
- «Англійський котеджний квітник», вишивка[52]
- «Вилазьте з саней», 1960, пресоване дерево, олія[53]
- «Бабуся Мозес їде до великого міста», 1946, полотно, олія, Смітсонівський американський художній музей[55]
- «Час сіна», 1945[52]
- «Будинок короля Єзекії», 1776, 1943, Художній музей Фенікса[53]
- «Дім на День подяки», 1952[56]
- «Водоспад Хусік», 1944, Центр мистецтв Південного Вермонта[53]
- «Джек і Джилл»[53]
- «Четверте липня 1951»[56]
- «Біля Дорсета, 10 березня 1949 р.», 1949 р., олія по дошці, продано з особистої колекції Ненсі та Рональда Рейганів за адресою 668 St. Cloud Road, Bel-Air, на Christie's, Нью-Йорк, 2016 р. за 22 500 доларів[51]
- «За ялинками»[53]
- «Рокабай, 1957, бабуся Мозес з онуками»[56]
- «Дім дитинства Анни Мері Робертсон Мозес», 1942[52]
- «Індичка на День Подяки»[57]
- «Повернення дочки додому», пресоване дерево, олія[53]
- «Старе дубове відро»[53]
- «Індичка у соломі», прибл. 1940, приватна колекція[57]